# Liste der Kulturgüter in Oberlunkhofen
Die Liste der Kulturgüter in Oberlunkhofen enthält alle Objekte in der Gemeinde Oberlunkhofen im Kanton Aargau, die gemäss der Haager Konvention zum Schutz von Kulturgut bei bewaffneten Konflikten, dem Bundesgesetz vom 20. Juni 2014 über den Schutz der Kulturgüter bei bewaffneten Konflikten sowie der Verordnung vom 29. Oktober 2014 über den Schutz der Kulturgüter bei bewaffneten Konflikten unter Schutz stehen.
Objekte der Kategorien A und B sind vollständig in der Liste enthalten, Objekte der Kategorie C fehlen zurzeit (Stand: 1. Januar 2023).

## Kulturgüter
| Foto |                                                                           | Objekt                                        | Kat. | Typ | Standort                                   | Beschreibung |
| ---- | ------------------------------------------------------------------------- | --------------------------------------------- | ---- | --- | ------------------------------------------ | ------------ |
| ja   | Datei hochladen · Wikidata zu Katholische Pfarrkirche (Q19362372)         | Katholische Pfarrkirche KGS-Nr.: 00202        | A    | G   | Chileweg 1.1 671919 / 240605               |              |
| ja   | Datei hochladen · Wikidata zu Römischer Gutshof (Q17041702)               | Römischer Gutshof KGS-Nr.: 00203              | B    | G   | Im Schalchmatthau 673651 / 240200          |              |
| ja   | Datei hochladen · Wikidata zu Pfarrhaus (Q29580242)                       | Pfarrhaus KGS-Nr.: 10388                      | B    | G   | Chileweg 1 671922 / 240634                 |              |
| ja   | Datei hochladen · Wikidata zu Burgruine Lunkhofen (Q29580240)             | Burgruine Lunkhofen KGS-Nr.: 15643            | B    | G   | Rebenweg 671846 / 241308                   |              |
| ja   | Datei hochladen · Wikidata zu Sodbrunnen (Q29580247)                      | Sodbrunnen KGS-Nr.: 15644                     | B    | K   | bei Schmidtenbaumgarten 28 671719 / 240864 |              |
| BW   | Datei hochladen · Wikidata zu Eisenzeitliche Grabhügelgruppe (Q116439253) | Eisenzeitliche Grabhügelgruppe KGS-Nr.: 16882 | B    | F   | Grossrüti 673500 / 241617                  |              |